# Lương Văn Luyến
Lương Văn Luyến là chính trị gia người Việt Nam. Ông từng giữ chức vụ Chủ tịch Ủy ban Mặt trận Tổ quốc Việt Nam tỉnh Quảng Bình nhiệm kì 2009-2014.

## Tiểu sử
Năm 2008, Lương Văn Luyến là Ủy viên thường trực Hội đồng nhân dân tỉnh Quảng Bình kiêm Trưởng ban Kinh tế và Ngân sách hội đồng nhân dân tỉnh Quảng Bình.
Ngày 26,27 tháng 5 năm 2009, tại Đại hội Đại biểu Mặt trận Tổ quốc Việt Nam tỉnh Quảng Bình lần thứ 11 tổ chức tại Trung tâm Văn hóa Thông tin tỉnh Quảng Bình, ông Lương Văn Luyến, Ủy viên Thường trực, Trưởng Ban Kinh tế - Ngân sách Hội đồng nhân dân tỉnh Quảng Bình được bầu giữ chức vụ Chủ tịch Ủy ban Mặt trận Tổ quốc Việt Nam tỉnh Quảng Bình nhiệm kì 2009-2014.
Ông giữ chức vụ này cho đến năm 2011.
Từ năm 2011 đến năm 2015, Lương Văn Luyến là Giám đốc Sở Văn hóa, Thể thao và Du lịch tỉnh Quảng Bình, Tỉnh ủy viên Tỉnh ủy Quảng Bình, Đại biểu Hội đồng nhân dân tỉnh Quảng Bình khóa 16 nhiệm kì 2011-2016.
Tháng 4 năm 2016, Lương Văn Luyến là Phó ban Dân vận tỉnh Quảng Bình.